# Amastridae
Amastridae – rodzina lądowych ślimaków trzonkoocznych (Stylommatophora). Wszystkie gatunki z tej rodziny to endemity żyjące wyłącznie na Hawajach.

## Podział systematyczny
Do rodziny Amastridae należą następujące rodzaje:
- Amastra H. Adams & A. Adams, 1855
- Armsia Hyatt & Pilsbry, 1911
- Carelia H. Adams & A. Adams, 1855
- Laminella L. Pfeiffer, 1854
- Leptachatina A. Gould, 1847
- Pauahia C.M. Cooke, 1911
- Planamastra Hyatt & Pilsbry, 1911
- Tropidoptera Ancey, 1889